# Myrmeleon doralice
Myrmeleon doralice är en insektsart som beskrevs av Banks 1911. Myrmeleon doralice ingår i släktet Myrmeleon och familjen myrlejonsländor. Inga underarter finns listade i Catalogue of Life.